# Мексика на летних Олимпийских играх 1948
Мексика принимала участие в Летних Олимпийских играх 1948 года в Лондоне (Великобритания) в шестой раз за свою историю, и завоевала две золотые, одну серебряную и две бронзовые медали. Сборная страны состояла из 88 спортсменов (81 мужчина, 7 женщин).

## Медалисты
| Медаль  | Спортсмен                                    | Вид спорта    | Дисциплина                      |
| ------- | -------------------------------------------- | ------------- | ------------------------------- |
| Золото  | Умберто Марилес                              | Конный спорт  | Конкур, личное первенство       |
| Золото  | Рубен Уриса Умберто Марилес Альберто Вальдес | Конный спорт  | Конкур, командное первенство    |
| Серебро | Рубен Уриса                                  | Конный спорт  | Конкур, личное первенство       |
| Бронза  | Рауль Камперо Умберто Марилес Хоакин Солано  | Конный спорт  | Троеборье, командное первенство |
| Бронза  | Хоакин Капилья                               | Прыжки в воду | Мужчины, вышка                  |